# Indianapolis 500 in 1965
De 49e Indianapolis 500 werd gereden op maandag 31 mei 1965 op de Indianapolis Motor Speedway.  Brits Formule 1 coureur Jim Clark won de race in een Lotus-Ford. Door zijn deelname aan de Indy 500 kon Clark de Grote Prijs van Monaco niet rijden die een dag eerder werd gereden, maar werd toch wereldkampioen Formule 1 dat jaar, voor de tweede en laatste keer in zijn carrière.

## Startgrid
| Rij | Binnen         | Midden            | Buiten          |
| --- | -------------- | ----------------- | --------------- |
| 1   | A.J. Foyt      | Jim Clark         | Dan Gurney      |
| 2   | Mario Andretti | Parnelli Jones    | Billy Foster    |
| 3   | Al Miller II   | Bobby Unser       | Lloyd Ruby      |
| 4   | Bob Veith      | Johnny Rutherford | Len Sutton      |
| 5   | Jim McElreath  | Gordon Johncock   | Mickey Rupp     |
| 6   | George Snider  | Jerry Grant       | Don Branson     |
| 7   | Arnie Knepper  | Jim Hurtubise     | Walt Hansgen    |
| 8   | Bobby Johns    | Roger McCluskey   | Bud Tingelstad  |
| 9   | Ronnie Duman   | Chuck Stevenson   | Joe Leonard     |
| 10  | Eddie Johnson  | Johnny Boyd       | Chuck Rodee     |
| 11  | Masten Gregory | Al Unser          | Bill Cheesbourg |

## Race
| #                                                                           | Coureur             | Auto                     | Ronden | Opgave     |
| --------------------------------------------------------------------------- | ------------------- | ------------------------ | ------ | ---------- |
| 1                                                                           | Jim Clark           | Lotus-Ford               | 200    |            |
| 2                                                                           | Parnelli Jones      | Kuzma Lotus-Ford         | 200    |            |
| 3                                                                           | Mario Andretti (R)  | Hawk-Ford                | 200    |            |
| 4                                                                           | Al Miller II        | Lotus-Ford               | 200    |            |
| 5                                                                           | Gordon Johncock (R) | Watson-Offenhauser       | 200    |            |
| 6                                                                           | Mickey Rupp (R)     | Gerhardt-Offenhauser     | 198    |            |
| 7                                                                           | Bobby Johns (R)     | Lotus-Ford               | 197    |            |
| 8                                                                           | Don Branson         | Watson-Ford              | 197    |            |
| 9                                                                           | Al Unser (R)        | Lola-Ford                | 196    |            |
| 10                                                                          | Eddie Johnson       | Watson-Offenhauser       | 195    |            |
| 11                                                                          | Lloyd Ruby          | Halibrand-Ford           | 184    | Mechanisch |
| 12                                                                          | Len Sutton          | Vollstedt-Ford           | 177    |            |
| 13                                                                          | Johnny Boyd         | BRP-Ford                 | 140    | Mechanisch |
| 14                                                                          | Walt Hansgen        | Huffaker-Offenhauser     | 117    | Mechanisch |
| 15                                                                          | A.J. Foyt           | Lotus-Ford               | 115    | Mechanisch |
| 16                                                                          | Bud Tingelstad      | Lola-Offenhauser         | 115    | Ongeval    |
| 17                                                                          | Billy Foster (R)    | Vollstedt-Offenhauser    | 85     | Mechanisch |
| 18                                                                          | Arnie Knepper (R)   | Kurtis Kraft-Offenhauser | 80     | Mechanisch |
| 19                                                                          | Bobby Unser         | Ferguson-Novi            | 69     | Mechanisch |
| 20                                                                          | Jim McElreath       | Brabham-Offenhauser      | 66     | Mechanisch |
| 21                                                                          | George Snider (R)   | Gerhardt-Offenhauser     | 64     | Mechanisch |
| 22                                                                          | Ronnie Duman        | Gerhardt-Offenhauser     | 62     | Mechanisch |
| 23                                                                          | Masten Gregory (R)  | BRP-Ford                 | 59     | Mechanisch |
| 24                                                                          | Bob Veith           | Huffaker-Offenhauser     | 58     | Mechanisch |
| 25                                                                          | Chuck Stevenson     | Kuzma-Offenhauser        | 50     | Mechanisch |
| 26                                                                          | Dan Gurney          | Lotus-Ford               | 42     | Mechanisch |
| 27                                                                          | Jerry Grant (R)     | Huffaker-Offenhauser     | 30     | Mechanisch |
| 28                                                                          | Chuck Rodee         | Halibrand-Offenhauser    | 28     | Mechanisch |
| 29                                                                          | Joe Leonard (R)     | Halibrand-Ford           | 27     | Mechanisch |
| 30                                                                          | Roger McCluskey     | Halibrand-Ford           | 18     | Mechanisch |
| 31                                                                          | Johnny Rutherford   | Halibrand-Ford           | 15     | Mechanisch |
| 32                                                                          | Bill Cheesbourg     | Gerhardt-Offenhauser     | 14     | Mechanisch |
| 33                                                                          | Jim Hurtubise       | Kurtis-Novi              | 1      | Mechanisch |
| Gemiddelde snelheid : 242,506 km/h - Snelste Ronde : A.J. Foyt, 253.48 km/h |                     |                          |        |            |